# Annette Schavan

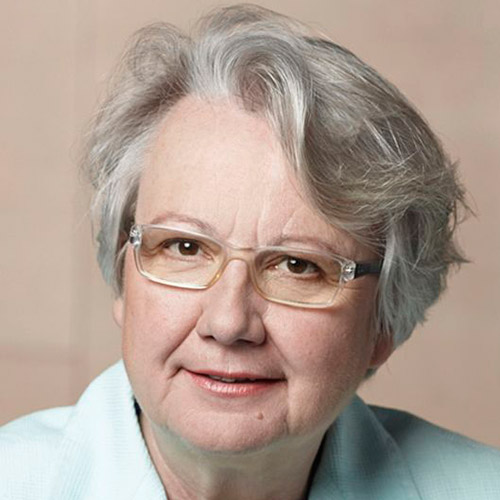
Annette Schavan (2013)

Annette Schavan (* 10. Juni 1955 in Jüchen, Kreis Grevenbroich) ist eine deutsche ehemalige Politikerin (CDU). Von 1995 bis 2005 war sie Ministerin für Kultus, Jugend und Sport in Baden-Württemberg. Sie war von 2005 bis 2014 Mitglied des Deutschen Bundestages. Von 2005 bis 2013 war sie Bundesministerin für Bildung und Forschung. Von diesem Amt trat sie nach der Aberkennung ihres Doktorgrads zurück. Von Juli 2014 bis Ende Juni 2018 war sie deutsche Botschafterin beim Heiligen Stuhl.

## Leben
Annette Schavan ist geborene Rheinländerin. Sie wuchs mit zwei jüngeren Brüdern in einer römisch-katholisch geprägten Mittelschichtfamilie in Neuss auf. Ihre Mutter war Hausfrau, ihr Vater kaufmännischer Angestellter.

### Ausbildung und Beruf
Schavan legte ihr Abitur 1974 am Nelly-Sachs-Gymnasium in Neuss ab. Danach studierte sie zwölf Semester Erziehungswissenschaften (Hauptfach), Philosophie (Nebenfach) und Katholische Theologie an Universitäten in Bonn und Düsseldorf. Sie schloss ihr Studium 1980 mit einer grundständigen Promotion zum Dr. phil. bei Gerhard Wehle in Erziehungswissenschaften an der Heinrich-Heine-Universität Düsseldorf ab. Der Titel ihrer interdisziplinären Dissertation war Person und Gewissen – Studien zu Voraussetzungen, Notwendigkeit und Erfordernissen heutiger Gewissensbildung. Die Dissertation wurde im Februar 2013 vom Hochschulrat der Universität für ungültig erklärt und der auf ihrer Grundlage verliehene Doktorgrad entzogen. Schavan hat die drei gewählten Studienfächer nicht mit einem Examen abgeschlossen und verfügt daher seit Entzug des Doktorgrades über keinen berufsqualifizierenden Abschluss.
Ihren Berufsweg begann sie 1980 unmittelbar nach ihrem Studium als Referentin bei der bischöflichen Studienförderung Cusanuswerk. 1984 wechselte sie als Abteilungsleiterin für außerschulische Bildung zum bischöflichen Generalvikariat des Bistums Aachen. Von 1987 bis 1988 war Schavan Bundesgeschäftsführerin der Frauen-Union. Danach kehrte sie als Geschäftsführerin zum Cusanuswerk zurück, das sie von 1991 bis 1995 leitete.
Vom Wintersemester 2009/10 bis zum Wintersemester 2013/14 lehrte sie als Honorarprofessorin Katholische Theologie an der Freien Universität Berlin und wurde auf eigenen Wunsch im Hinblick auf ihre künftige Tätigkeit in Rom von der Professur entbunden. Im Wintersemester 2013/14 hatte die Honorarprofessorin eine Lehrveranstaltung angeboten, der Titel lautete Grundlagen einer christlichen Ethik.

### Parteilaufbahn

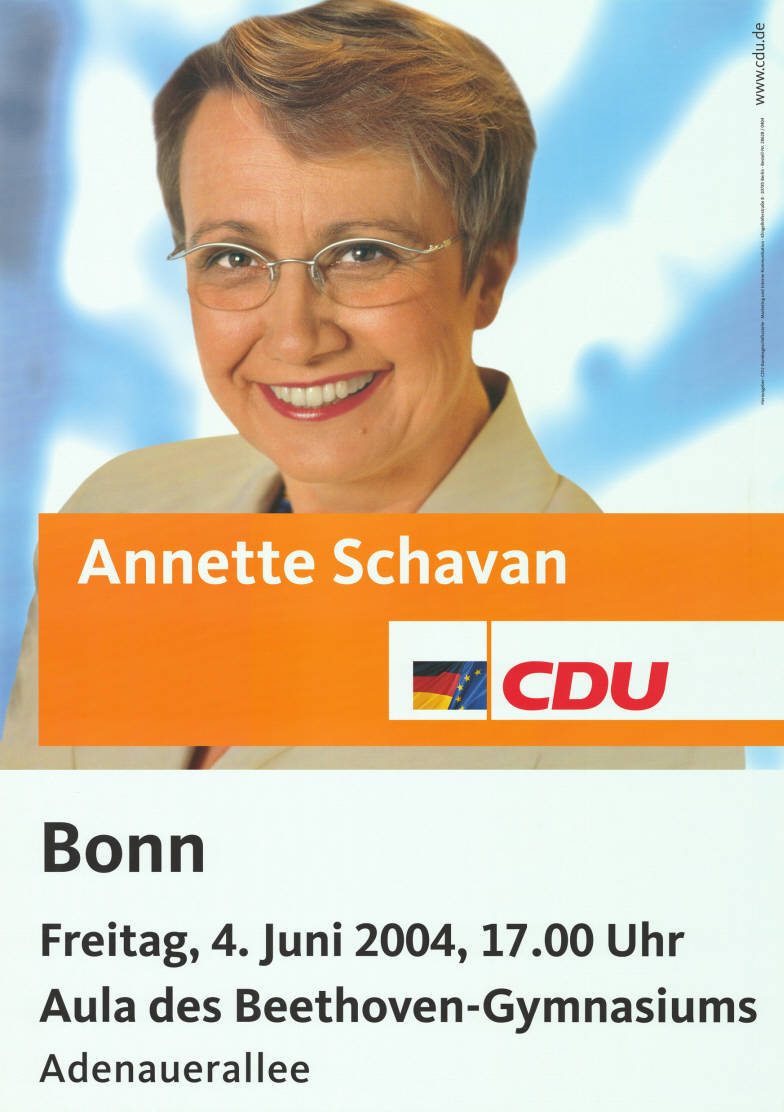
Schavan auf einem CDU-Plakat zur Europawahl 2004

Schavan ist seit 1973 Mitglied der Christlich Demokratischen Union. Im Jahr 1977 wurde sie zur Vorsitzenden der Jungen Union in ihrem Stadtverband Neuss gewählt.
1987 holte Rita Süssmuth, damals Vorsitzende der Frauen-Union, Schavan als Bundesgeschäftsführerin der Frauen-Union nach Bonn in das Konrad-Adenauer-Haus.
Seit 1996 gehört Schavan dem CDU-Landesvorstand von Baden-Württemberg an. Von November 1998 bis Dezember 2012 war Schavan als eine der stellvertretenden Bundesvorsitzenden Mitglied des CDU-Bundesvorstands. Ab Dezember 2002 leitete sie die Kommission zur Erarbeitung eines neuen Grundsatzprogramms für die CDU in Baden-Württemberg.
Schavan gehörte bis zur Nominierung von IWF-Generaldirektor Horst Köhler am 4. März 2004 zu den möglichen Kandidaten von Union und FDP für die Kandidatur zur Wahl des deutschen Bundespräsidenten 2004.
Im August 2012 kündigte Schavan nach 14 Jahren an der CDU-Parteispitze an, nicht mehr als stellvertretende CDU-Vorsitzende zu kandidieren.

### Öffentliche Ämter

#### Stadtrat
Schavan wurde ab 1975 in der Kommunalpolitik in Neuss politisch aktiv. Von 1982 bis 1984 war sie Mitglied des Stadtrats. Ihre Schwerpunkte waren kommunale Schul- und Umweltpolitik. Ihr Selbstverständnis als Kommunalpolitikerin fasste sie in den Satz: „Kommunalpolitik ist nicht die unterste Stufe der Politik. Kommunalpolitik ist das Fundament der politischen Kultur.“

#### Landtagsabgeordnete und Kultusministerin
Ab 2001 war Schavan Mitglied des Landtags von Baden-Württemberg.
Von 1995 bis zu ihrem Einzug in den Bundestag am 5. Oktober 2005 war Schavan baden-württembergische Ministerin für Kultus, Jugend und Sport. Zu Beginn ihrer Amtszeit übernahm sie Reformprojekte ihrer Vorgängerin Marianne Schultz-Hector, unter anderem zur Neugestaltung des Übergangs vom Kindergarten in die Grundschule. Schavan initiierte das Programm Schulanfang auf neuen Wegen, das den Trend zur immer späteren Einschulung grundsätzlich schulreifer sechsjähriger Kinder stoppte.
Während ihrer Amtszeit führte sie eine umfassende Bildungsplanreform durch: Früher als in allen anderen Bundesländern wurden Fächerverbünde geschaffen, Unterrichtszeiten neu strukturiert und die Vermittlung von Kompetenzen anstelle allein des Fachwissens in den Mittelpunkt gerückt.
Auch der Fremdsprachenunterricht an Grundschulen wurde eingeführt: Im Schuljahr 2001/02 startete an 470 Grundschulen im Land und rund 80 Sonderschulen mit Grundschulstufe die Pilotphase von Fremdsprachen in der Grundschule.
Zudem setzte Schavan das umstrittene Abitur nach Klasse 12 in Baden-Württemberg durch.
Nach der Ankündigung von Ministerpräsident Erwin Teufel im Oktober 2004, mit Wirkung zum April 2005 sowohl das Amt des Ministerpräsidenten als auch das Amt des CDU-Parteivorsitzenden in Baden-Württemberg aufgeben zu wollen, meldete Schavan ihre Ansprüche auf beide Ämter an. Bei einer Mitgliederbefragung der baden-württembergischen CDU erreichte sie jedoch nur 39,4 % der Stimmen und zog ihre Kandidatur zurück. Stattdessen übernahm der damalige Landtagsfraktionschef Günther Oettinger beide Ämter. Schavan blieb ein weiteres Jahr im Kabinett.
Schavan wurde im Wahlkreis 14 (Bietigheim-Bissingen) direkt in den Landtag gewählt. Nachdem sie als Abgeordnete in den Bundestag gewählt worden war, legte sie am 30. September 2005 ihr Landtagsmandat nieder. Für sie rückte Manfred Hollenbach in den Landtag nach.

#### Bundestagsabgeordnete und Bundesministerin

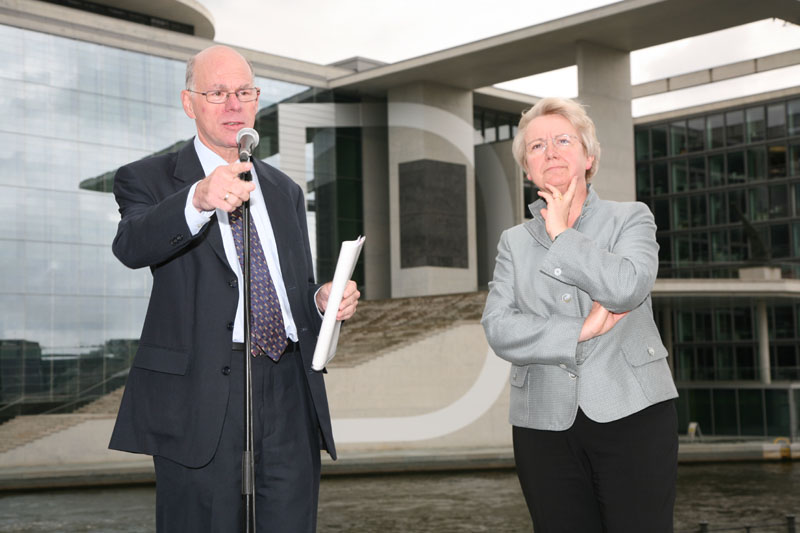
Schavan zusammen mit Norbert Lammert, 2007

Von 2005 bis 2014 war Schavan Mitglied des Deutschen Bundestages. Sie errang 2005 mit 48,7 %, 2009 mit 42,0 % und 2013 mit 52,1 % der Erststimmen das Direktmandat im Bundestagswahlkreis Ulm.
Am 22. November 2005 wurde Schavan als Bundesministerin für Bildung und Forschung in die von Bundeskanzlerin Angela Merkel geführte Bundesregierung berufen.
In ihre Amtszeit fallen zahlreiche Reformen wie die Hightech-Strategie und die Exzellenzinitiative. Der Hochschulpakt und der Pakt für Forschung und Innovation wurden geschlossen, die Deutschen Zentren für Gesundheitsforschung und das 2013 eröffnete Berliner Institut für Gesundheitsforschung gegründet.
Schavan verantwortete die verstärkten internationalen Aktivitäten in der Forschungspolitik, die Einführung der Bildungsberichterstattung von Bund und Ländern und das Rahmenprogramm Bildungsforschung, um der empirischen Wende in der Bildungspolitik Rechnung zu tragen.
Schavan war im Jahr 2012 Vorsitzende der Gemeinsamen Wissenschaftskonferenz.
Nach der Aberkennung ihres Doktorgrades wurde am 14. Februar 2013 Johanna Wanka ihre Nachfolgerin im Amt der Bundesbildungsministerin.
Erneut in den Deutschen Bundestag wurde Schavan am 22. September 2013, im Wahlkreis Ulm, mit einer Mehrheit von 52,1 % in den Deutschen Bundestag gewählt. Auf dem Wahlzettel zur Bundestagswahl trug die CDU-Kandidatin Schavan ihren aberkannten Doktorgrad. Die für die Landesliste verantwortliche Landeswahlleiterin Christiane Friedrich begegnete der in Teilen der Bürgerschaft entstandenen Diskussion um die Rechtmäßigkeit damit, die Verwendung des Doktorgrades sei nicht zu beanstanden, da das rechtliche Verfahren noch nicht abgeschlossen gewesen sei. Sie verwies darauf, dass der Doktorgrad von Annette Schavan im Melderegister rechtsgültig eingetragen sei.
Als Abgeordnete des 18. Deutschen Bundestages wurde Schavan Mitglied im Bundestagsausschuss für Entwicklungszusammenarbeit. Sie schied zum 30. Juni 2014 durch Verzicht aus dem Bundestag aus. Ihr Nachfolger wurde Waldemar Westermayer.

### Sonstiges Engagement
Als Leiterin des Cusanuswerks wurde Schavan 1991 Mitglied des Zentralkomitees der Deutschen Katholiken (ZdK) und gehörte diesem als von der Vollversammlung gewählte „Einzelpersönlichkeit“ bis November 2008 an. Von 1994 bis April 2005 war sie eine der vier Vizepräsidenten des Zentralkomitees.
Schavan wurde im September 2011 als Nachfolgerin von Manfred Kock Vorsitzende des Kuratoriums der ökumenischen Stiftung Bibel und Kultur.
Von 2010 bis 2012 war Schavan als Vertreterin des Bundes Mitglied im ZDF-Fernsehrat.
Schavan war bis zum 14. Februar 2013 Mitglied des Stiftungsrates der Alexander-von-Humboldt-Stiftung, Bonn, und der Deutschen Telekom Stiftung, Bonn. Außerdem war sie bis zu diesem Zeitpunkt Mitglied des Senats der Max-Planck-Gesellschaft (München), Mitglied des Kuratoriums der VolkswagenStiftung (Hannover) sowie stellvertretende Vorsitzende des Stiftungsrates der Wissenschaftsstiftung Ernst Reuter (Berlin).
Die Ludwig-Maximilians-Universität München bestellte Schavan per 1. Oktober 2013 als „eine herausragende Persönlichkeit mit umfassender Expertise und langjähriger Erfahrung im Wissenschaftssystem“ auf zwei Jahre zum externen Mitglied ihres Hochschulrats. Am 7. April 2014 kündigte Schavan an, dem Wissenschaftsminister ihr Ausscheiden zu erklären. Die Dekane hatten darum in einer Sitzung mit dem Präsidium gebeten, weil nach dem Urteil des Verwaltungsgerichts Düsseldorf vom 20. März 2014 über die Aberkennung ihres Doktorgrades die notwendige Akzeptanz für Schavans Verbleib im Hochschulrat fehle.
Seit dem 31. Oktober 2018 ist Schavan Vorsitzende des Stiftungsrates der Stiftung Deutsche Demenzhilfe, welche die Forschung am Deutschen Zentrum für Neurodegenerative Erkrankungen (DZNE) fördert.
Zum 1. September 2019 ist Annette Schavan von Bundeskanzlerin Angela Merkel zur Kuratoriumsvorsitzenden der Stiftung "Erinnerung, Verantwortung und Zukunft" (EVZ) ernannt worden. Die Adalbert-Stiftung wählte sie im Februar 2021 zur Vorstandsvorsitzenden. Des Weiteren ist sie Mitglied im Kuratorium des Deutschen Museums.

### Plagiatsvorwürfe, Aberkennung des Doktorgrads und Rücktritt

#### Prüfung mutmaßlicher Plagiate in Schavans Dissertation
Im Mai 2012 geriet Schavans Dissertation Person und Gewissen. Studien zu Voraussetzungen, Notwendigkeit und Erfordernissen heutiger Gewissensbildung aus dem Jahre 1980 unter Plagiatsverdacht. Nach Darstellung des Blogs schavanplag, den ein Mitglied des Recherchenetzwerks VroniPlag Wiki eingerichtet hatte, hatte Schavan auf 94 von 325 Seiten ihrer Dissertation Textstellen ohne Quellenangaben übernommen. Die Arbeit war im VroniPlag seit Dezember 2011 untersucht worden; eine knappe Mehrheit der Mitarbeiter hatte sich gegen eine Veröffentlichung auf VroniPlag entschieden. Schavan erklärte, „nach bestem Wissen und Gewissen“ gearbeitet zu haben, und bat die Promotionskommission der Universität Düsseldorf, die Vorwürfe zu prüfen.
Mit der Berichterstattung des Sachverhalts wurde ein Hochschulprofessor der Heinrich-Heine-Universität Düsseldorf, Stefan Rohrbacher, beauftragt. Sein vertrauliches Gutachten, das von einer unbekannten Person der Redaktion des Nachrichtenmagazins Der Spiegel zugespielt wurde, attestierte etlichen Stellen der Dissertation „das charakteristische Bild einer plagiierenden Vorgehensweise“:
„Eine leitende Täuschungsabsicht ist nicht nur angesichts der allgemeinen Muster des Gesamtbildes, sondern auch aufgrund der spezifischen Merkmale einer signifikanten Mehrzahl von Befundstellen zu konstatieren.“ Schavan widersprach diesem Vorwurf, ohne zu diesem Zeitpunkt das Gutachten zu kennen. Schavans Doktorvater, Gerhard Wehle, sagte: „Die Arbeit entsprach damals absolut dem wissenschaftlichen Standard“. Man könne nicht eine Doktorarbeit von 1980 nach den heutigen Maßstäben bewerten.
Am 22. Januar 2013 befasste sich der Fakultätsrat der Philosophischen Fakultät der HHU mit den Vorwürfen und folgte in seinem Beschluss, der mit 14 Ja-Stimmen, einer Enthaltung und ohne Gegenstimme erfolgte, der im Dezember publik gewordenen Empfehlung des Promotionsausschusses, das Hauptverfahren der Aberkennung aufzunehmen. In einem Interview mit dem ZEITmagazin räumte Schavan nun „Flüchtigkeitsfehler“ ein. Zum Beispiel habe sie erst kürzlich entdeckt, dass im Literaturverzeichnis eine Quelle zweimal genannt sei, eine andere dafür gar nicht. Vor 33 Jahren habe es noch keine technischen Möglichkeiten gegeben, einen Text noch einmal zu überprüfen. Man habe nur selbst genau lesen und auf die Prüfer vertrauen können. „Ich kann für mich nicht in Anspruch nehmen, keine Flüchtigkeitsfehler gemacht zu haben. Aber ich kann in Anspruch nehmen, nicht plagiiert oder gar getäuscht zu haben.“ Schavan versicherte 1980 mit dem Gesuch um Zulassung zum Promotionsverfahren schriftlich an Eides statt: „Ich versichere, dass ich die vorgelegte Dissertation [Titel: …] selbst und ohne unerlaubte Hilfe verfasst und keine anderen als die angegebenen Hilfsmittel benutzt habe.“

#### Aberkennung des Titels wegen vorsätzlicher Täuschung
Am 5. Februar 2013 stellte der Fakultätsrat mit 13 Ja-Stimmen bei zwei Enthaltungen den „Tatbestand einer vorsätzlichen Täuschung durch Plagiat“ fest:

„Die Häufung und Konstruktion dieser wörtlichen Übernahmen, auch die Nichterwähnung von Literaturtiteln in Fußnoten oder sogar im Literaturverzeichnis ergeben der Überzeugung des Fakultätsrats nach das Gesamtbild, dass die damalige Doktorandin systematisch und vorsätzlich über die gesamte Dissertation verteilt gedankliche Leistungen vorgab, die sie in Wirklichkeit nicht selbst erbracht hatte. Die Entgegnungen von Frau Schavan konnten dieses Bild nicht entkräften.“

Mit 12:2 Stimmen bei einer Enthaltung erklärte der Fakultätsrat die Promotionsarbeit Schavans für ungültig und sprach die Entziehung des Doktorgrades aus. Der lange Zeitabstand seit der Anfertigung der Arbeit und der Umstand, dass Schavan neben ihrer Promotion über keinen anderen Studienabschluss verfügt, seien bei dieser Entscheidung berücksichtigt worden. Schavan erklärte noch am selben Tag, an dem der Fakultätsrat der Heinrich-Heine-Universität den „Tatbestand einer vorsätzlichen Täuschung durch Plagiat“ festgestellt hatte, dagegen Anfechtungsklage beim Verwaltungsgericht zu erheben.

#### Rücktritt als Ministerin

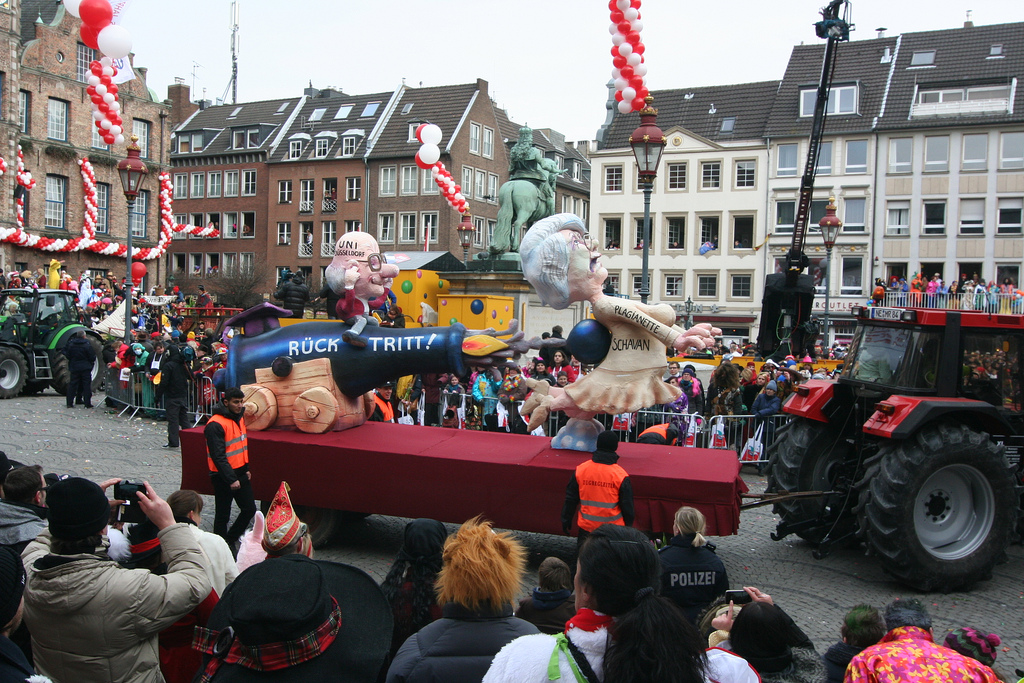
Wagen, der Schavans Rücktritt thematisiert, im Rosenmontagszug 2013 des Düsseldorfer Karnevals

Am 9. Februar 2013 gab Bundeskanzlerin Angela Merkel bekannt, den von Schavan am Vorabend angebotenen Rücktritt von ihrem Ministeramt „sehr schweren Herzens“ angenommen zu haben. Schavan erklärte: „Ich habe in meiner Dissertation weder abgeschrieben noch getäuscht. […] Wenn eine Forschungsministerin gegen eine Universität klagt, dann ist das mit Belastungen verbunden für mein Amt, für das Ministerium, die Bundesregierung und auch die CDU. Genau das möchte ich vermeiden; das geht nicht, das Amt darf nicht beschädigt werden.“ Ihre Nachfolgerin im Amt der Bundesministerin, Johanna Wanka, wurde am 14. Februar 2013 ernannt und am 21. Februar 2013 im Deutschen Bundestag vereidigt.

#### Erfolglose Anfechtung, Bestandskraft
Am 20. Februar 2013 ließ Schavan beim Verwaltungsgericht Düsseldorf Anfechtungsklage einreichen. Das Angebot der Universität, die Unterlagen des Aberkennungsverfahrens zu veröffentlichen, lehnte sie ab.
Am 20. März 2014 wies das Verwaltungsgericht Düsseldorf die Anfechtungsklage ab. Die dem Fakultätsrat obliegende Ermessensentscheidung lasse keine Rechtsfehler erkennen. Sie sei von einer zutreffenden Tatsachengrundlage ausgegangen und habe alle in Betracht kommenden widerstreitenden öffentlichen und privaten Belange umfassend gewürdigt und gegeneinander abgewogen. Schavan verzichtete darauf, Zulassung der Berufung gegen dieses Urteil gemäß § 124a Abs. 4 VwGO zu beantragen. Damit wurde die Aberkennung des Doktorgrades mit Ablauf der Antragsfrist am 7. Mai 2014 bestandskräftig.

#### Versuche von Einflussnahmen zugunsten Schavans aus Wissenschaftsorganisationen
In dem universitären Abschlussbericht im Juli 2014 listete der Dekan der Philosophischen Fakultät, Bruno Bleckmann, die Einflussnahmen zu Gunsten Schavans auf, denen sich die Universität seit Mai 2012 ausgesetzt sah: unerbetene Gegengutachten, öffentliche Äußerungen, Briefwechsel und Resolutionen von der Hochschulrektorenkonferenz, der Max-Planck-Gesellschaft bis hin zur Allianz der deutschen Wissenschaftsorganisationen, die die Redlichkeit und Seriosität der Düsseldorfer Prüfer infrage stellen sollten und die eigentliche Ursache nicht in den Mängeln der Dissertation Schavans, sondern bei der Universität suchten und dieser einen ungerechtfertigten, willkürlichen Umgang mit dem Fall Schavans unterstellten.
Bleckmann kritisierte auch den Vorsitzenden des Wissenschaftsrats in einem offenen Brief. Der damalige Bundestagspräsident Norbert Lammert und Parteifreund Schavans schrieb demgegenüber, ihn irritiere, dass „jegliche kritische Stimmen auch und gerade von hochangesehenen Wissenschaftlern und aus den akademischen Spitzenverbänden ausnahmslos für eine unerwünschte Einmischung und unzulässige versuchte Einflussnahme erklärt werden“; eine vorherige Zusage, an der Universität Düsseldorf eine Festrede zu halten, zog er infolge der Schavan-Affäre zurück.

#### Darstellung der Aberkennung in Lebensläufen
Nach der Aberkennung des Doktorgrads dokumentierte Schavan in ihrem Lebenslauf auf ihrer Homepage zunächst: „1980: Promotion zum Dr. phil. (aberkannt 2014)“.
In ihrer Biografie auf der Website des Deutschen Bundestages wurde die Formulierung „1980 Promotion zum Dr. phil. (gültig bis 2014)“ verwendet.
Formulierungen dieser Art standen als nicht hinnehmbar in der Kritik. Der Bonner Rechtswissenschaftler Wolfgang Löwer hielt nach dem ergangenen Urteil zur Anfechtungsklage jegliche Formulierungen für unzulässig, die den Anschein herstellen könnten, dass Frau Schavan im Jahr 1980 ihr Studium an der Heinrich-Heine-Universität Düsseldorf mit einer Promotion zum Dr. phil. abgeschlossen hätte. Durch die Aberkennung des Doktorgrades wurde ein rechtswidriger Verwaltungsakt rückwirkend aufgehoben. Löwer: „Damit hat eine Promotion von Annette Schavan zum Dr. phil. nie als gültiger Hoheitsakt existiert“.
In der Folge wurden jegliche Angaben zur Promotion von Schavans persönlicher Homepage, von der Internetseite des Deutschen Bundestags sowie von der Website der Deutschen Botschaft beim Heiligen Stuhl entfernt.

#### Weiterer Plagiatsvorwurf
Im März 2013 wurde auf schavanplag ein weiterer Plagiatsvorwurf erhoben. In dem 2008 erschienenen Aufsatz Die Frage nach Gott und dem Menschen habe Schavan im Umfang von etwa einer Buchseite Passagen aus einem Aufsatz des Theologen Peter Walter übernommen, ohne diese als Zitate zu markieren.

### Ehrendoktorwürde der Universität Lübeck
2014 wurde Schavan die Ehrendoktorwürde der Universität Lübeck verliehen. Diese Entscheidung stieß auf Kritik, da Schavan zuvor ihren Doktorgrad wegen wissenschaftlichen Fehlverhaltens verloren hatte. Als Begründung für die Verleihung gab die Universität unter anderem an, dass Schavan entscheidend an der Rettung der medizinischen Fakultät beteiligt war. Dies wurde durch die Überführung des Kieler Leibniz-Instituts für Meereskunde in die vom Bund finanzierte Helmholtz-Gemeinschaft Deutscher Forschungszentren ermöglicht, wodurch 25 Millionen Euro mehr im Landesbudget zur Verfügung standen, die wiederum für den Erhalt der medizinischen Fakultät eingesetzt wurden.

### Botschafterin beim Heiligen Stuhl
Am 3. Februar 2014 erklärte sich Schavan bereit, deutsche Botschafterin beim Heiligen Stuhl in Rom zu werden. Der Personalrat des Auswärtigen Amts kritisierte in einem internen Schreiben, Schavan fehlten die „Eingangsvoraussetzungen für den höheren Auswärtigen Dienst“, da sie wegen der aberkannten Direktpromotion über keinen Studienabschluss mehr verfüge (§ 17 Abs. 5 Bundesbeamtengesetz: „Für die Zulassung zu den Laufbahnen des höheren Dienstes sind mindestens zu fordern 1. als Bildungsvoraussetzung a) ein mit einem Master abgeschlossenes Hochschulstudium oder b) ein gleichwertiger Abschluss […]“), der grundsätzlich nicht zur „Versorgungsanstalt“ für Politiker werden dürfe.
Das Bundeskabinett beschloss am 7. Mai 2014 die Entsendung in den Vatikan. Schavan war dort Nachfolgerin von Reinhard Schweppe, der Ende Juni 2014 das Pensionsalter erreichte und in den Ruhestand ging. Mit der Übergabe des Beglaubigungsschreibens an Papst Franziskus am 8. September 2014 trat Schavan offiziell ihr Amt an. Am 26. Juni 2018 absolvierte sie ihren Abschiedsbesuch bei Papst Franziskus, Anfang Juli 2018 kehrte sie nach Deutschland zurück. Am 6. August 2018 trat Michael Koch die Nachfolge von Schavan an.

## Politische Positionen

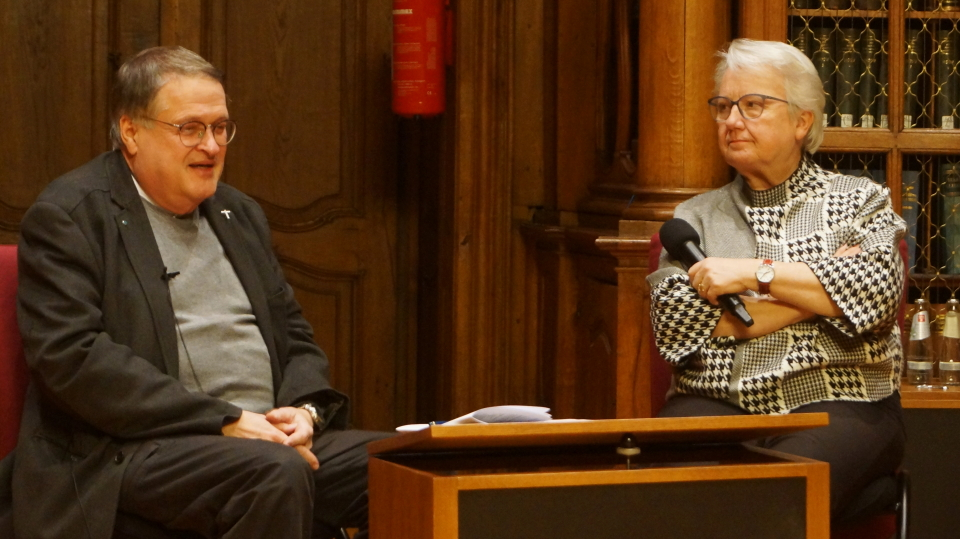
Annette Schavan mit Richard Hartmann, 2022

### Pro Reli
Schavan unterstützte die im April 2009 gescheiterte Berliner Pro-Reli-Kampagne. In einem Gastbeitrag für die Berliner Zeitung erklärte sie im Dezember 2008, Schüler müssten „die freie Wahl haben, ob sie in den Ethik- oder in den Religionsunterricht gehen wollen“. Religion gehöre „in die Mitte der Gesellschaft“. Kinder und Jugendliche hätten einen Anspruch darauf, „dass sie erfahren, worauf Menschen seit über zweitausend Jahren ihre Hoffnung setzen“.

### Kernkraft
Schavan war lange eine Befürworterin der Kernkraft. Im Jahr 2000 hatte das rot-grüne Kabinett Schröder I einen Atomausstieg beschlossen; Mitte 2008 verkündete Schavan, die Kernforschung weiter vorantreiben und in den folgenden Jahren hierfür 45 Millionen Euro bereitstellen zu wollen, um die Förderung konsequent auszubauen und die Ausbildung junger Nuklearwissenschaftler zu verbessern. Eine Laufzeitverlängerung deutscher Kernkraftwerke wurde im Wahlkampf vor der Bundestagswahl 2009 ein Thema, mit dem sich CDU/CSU und FDP von SPD und Bündnis 90/Die Grünen absetzten.
Nach einer Reihe von Zwischenfällen in deutschen Kernkraftwerken bekräftigte Schavan acht Wochen vor der Wahl ihre Position: „Wer will, dass Deutschland bei der Energieversorgung eine vernünftige Perspektive hat, darf die Kernkraft nicht verteufeln.“ Etwa zwei Wochen vor der Wahl wurde bekannt, dass Schavan ein von ihrem Ministerium in Auftrag gegebenes Gutachten zum Neubau weiterer Kernkraftwerke längere Zeit zurückgehalten hatte. In diesem hatten etwa 100 Forscher den Neubau von Kernkraftwerken in Deutschland und die Suche nach anderen Standorten als Gorleben als Atommüll-Endlager empfohlen.

### Zuzug ausländischer Arbeitnehmer
Im Jahr 2007 stieß Schavan eine Initiative zu Erleichterung des Zuzugs ausländischer Arbeitnehmer an. Sie schlug vor, die Lohn- und Gehaltsgrenze, ab der ausländische Fachkräfte in Deutschland arbeiten dürfen, von 85.000 auf 60.000 Euro zu senken. Bezugnehmend auf den zu diesem Zeitpunkt aktuellen Migrationsbericht der Organisation für wirtschaftliche Zusammenarbeit und Entwicklung (OECD) erklärte sie in diesem Zusammenhang: „Auch wenn alle gut gebildet und ausgebildet in Deutschland sind, braucht es darüber hinaus qualifizierte Fachkräfte von anderswo.“

## Kabinette
- Land Baden-Württemberg: Kabinett Teufel II – Kabinett Teufel III – Kabinett Teufel IV – Kabinett Oettinger I
- Bundesrepublik Deutschland: Kabinett Merkel I – Kabinett Merkel II

## Ehrungen und Auszeichnungen
- 2002: Orden eines Offiziers der Ehrenlegion
- 2002: Heinrich-Brauns-Preis
- 2003: Bundesverdienstkreuz am Bande des Verdienstordens der Bundesrepublik Deutschland
- 2005: Ehrenpreis des oberrheinischen Hochschulpreises Prix Bartholdi
- 2007: Verdienstmedaille des Landes Baden-Württemberg
- 2007: Winfried-Preis der Stadt Fulda
- 2009: Ehrendoktorwürde der Universität Kairo
- 2010: Ehrendoktorwürde der Tongji-Universität
- 2011: Ehrendoktorwürde der Hebräischen Universität Jerusalem
- 2011: Ehrendoktorwürde der Meiji-Universität
- 2013: Abraham-Geiger-Preis des Abraham-Geiger-Kollegs an der Universität Potsdam[88]
- 2014: Ehrendoktorwürde der Universität Lübeck[89]
- 2015: Aufnahme in die Bruderschaft der deutschsprachigen Nationalkirche Santa Maria dell’Anima (Animabruderschaft) in Rom
- 2018: Ehrendoktorwürde der Universität Tor Vergata[90]

## Veröffentlichungen (Auszug)

### Bibliografie
- Person und Gewissen: Studien zu Voraussetzungen, Notwendigkeit u. Erfordernissen heutiger Gewissensbildung, R. G. Fischer, Frankfurt am Main 1989, ISBN 3-88323-220-3 (Dissertation an der Universität Düsseldorf 1980, aberkannt 2014, online PDF, 92 Seiten (PDF; 1,6 MB) )
- mit Bernhard Welte (Hrsg.): Person und Verantwortung. Zur Bedeutung und Begründung von Personalität. Patmos, Düsseldorf 1980, ISBN 3-491-77381-4
- Gott ist Licht. Einhard, Aachen 1986, ISBN 3-920284-17-8
- Herausgeberin: Dialog statt Dialogverweigerung. Impulse für eine zukunftsfähige Kirche. Butzon und Bercker, Kevelaer 1994, ISBN 3-7666-9887-7
- Schule der Zukunft. Bildungsperspektiven für das 21. Jahrhundert (= Herder-Spektrum. 4611). Herder, Freiburg im Breisgau 1998, ISBN 3-451-04611-3
- mit Stefanie Aurelia Spendel (Hrsg.): Der du die Zeit in Händen hältst. Reden über eine Zukunft mit Gott. Don Bosco, München 2000, ISBN 3-7698-1217-4
- Bildung – Wege zu Wissen, Urteilskraft und Selbstständigkeit. Vortrag der Ministerin für Kultus, Jugend und Sport des Landes Baden-Württemberg Annette Schavan zur Eröffnung des Akademischen Jahres an der Albert-Ludwigs-Universität Freiburg am 18. Oktober 2000 (= Freiburger Universitätsreden. Bd. 2). Rombach, Freiburg im Breisgau 2001, ISBN 3-7930-9293-3
- Herausgeberin: Schulen in Baden-Württemberg. Moderne und historische Bauten zwischen Rhein, Neckar und Bodensee. Hohenheim, Stuttgart 2001, ISBN 3-89850-050-0
- „Bildung – aktuelle Herausforderungen für Wirtschaft und Gesellschaft“. Rede der Kultusministerin des Landes Baden-Württemberg zum Jahresempfang der IHK Münster am 14. Januar 2002 (= Industrie- und Handelskammer Nord-Westfalen. IHK-Schriftenreihe. Heft 109). IHK, Münster 2002, ISBN 3-936876-01-0
- Der Geist weht, wo er will. Christliches Zeugnis in Kirche und Welt. Schwabenverlag, Ostfildern 2002, ISBN 3-7966-1086-2.
- Welche Schule wollen wir? PISA und die Konsequenzen (= Herder-Spektrum 5308). Herder, Freiburg im Breisgau 2002, ISBN 3-451-05308-X
- Herausgeberin: Bildung und Erziehung. Perspektiven auf die Lebenswelten von Kindern und Jugendlichen (= Edition Suhrkamp. 2329). Suhrkamp, Suhrkamp, Frankfurt am Main 2004, ISBN 3-518-12329-7
- Herausgeberin: Leben aus Gottes Kraft. Denkanstöße. Schwabenverlag, Ostfildern 2004, ISBN 3-7966-1149-4
- Herausgeberin: Keine Wissenschaft für sich. Essays zur gesellschaftlichen Relevanz von Forschung. edition Körber-Stiftung, Hamburg 2008, ISBN 978-3-89684-124-7
- Gott ist größer, als wir glauben. Visionen für Kirche und Welt. Hrsg. durch Volker Resing, St. Benno, Leipzig 2010, ISBN 978-3-7462-2909-6
- Herausgeberin: Die hohe Kunst der Politik. Die Ära Angela Merkel. Herder, Freiburg im Breisgau 2021, ISBN 978-3-451-39086-9.
- geistesgegenwärtig sein. Patmos Verlag, Ostfildern 2021, ISBN 978-3-8436-1304-0
- Herausgeberin: Pfingsten! Warum wir auf das Christentum nicht verzichten werden. Droemer HC, München 2024, ISBN 978-3-426-27912-0.

### Diskographie
- Preist Ihn (sic!) seiner Welt zuliebe...: Gesänge der Synagogen – Ausgewählte Psalmen. Ebs Recording (Note 1 Musikvertrieb), 2006
- Sie folgten dem Stern – Annette Schavan liest weihnachtliche Texte umrahmt von festlicher Musik mit Siegfried Gmeiner an der Orgel. SCM Hänssler, September 2010